# Дворовое
Дворо́вое (до 1948 года Тарха́н; укр.  Дворове, крымскотат. Tarhan, Тархан) — село в Нижнегорском районе Республики Крым, входит в состав Пшеничненского сельского поселения (согласно административно-территориальному делению Украины — Пшеничненского сельского совета Автономной Республики Крым).

## Население
| 2001 | 2014 |
| ---- | ---- |
| 29   | ↘20  |

Всеукраинская перепись 2001 года показала следующее распределение по носителям языка
| Язык             | Процент |
| ---------------- | ------- |
| русский          | 89.66   |
| украинский       | 6.9     |
| крымскотатарский | 3.45    |

### Динамика численности
| - 1805 год — 112 чел. - 1864 год — 16 чел. - 1900 год — 28 чел. - 1915 год — 20/61 чел. - 1926 год — 79 чел. | - 1939 год — 231 чел. - 1989 год — 29 чел. - 2001 год — 29 чел. - 2009 год — 29 чел. - 2014 год — 20 чел. |

## Современное состояние
На 2017 год в Дворовом числится 1 улица — Дворовая; на 2009 год, по данным сельсовета, село занимало площадь 18,2 гектара на которой, в 13 дворах, проживало 29 человек. Дворовое связано автобусным сообщением с Симферополем, райцентром и соседними населёнными пунктами.

## География
Дворовое — маленькое село на севере района, в степном Крыму, в присивашье, высота центра села над уровнем моря — 3 м. Соседние сёла: в 1,5 км на северо-восток Любимовка и в 1 км на юг Коврово. Расстояние до райцентра — около 26 километров (по шоссе), там же ближайшая железнодорожная станция — Нижнегорская (на линии Джанкой — Феодосия). Транспортное сообщение осуществляется по региональной автодороге 35Н-167 Азовское — Любимовка (по украинской классификации — С-0-10443).

## История
Первое документальное упоминание села встречается в Камеральном Описании Крыма… 1784 года, судя по которому, в последний период Крымского ханства Тархан входил в Таманский кадылык Карасъбазарскаго каймаканства. После присоединения Крыма к России (8) 19 апреля 1783 года, (8) 19 февраля 1784 года, именным указом Екатерины II сенату, на территории бывшего Крымского Ханства была образована Таврическая область и деревня была приписана к Перекопскому уезду. После Павловских реформ, с 1796 по 1802 год, входила в Перекопский уезд Новороссийской губернии. По новому административному делению, после создания 8 (20) октября 1802 года Таврической губернии, Тархан был включён в состав Таганашминской волости Перекопского уезда.
Согласно Ведомости о всех селениях, в Перекопском уезде состоящих с показанием в которой волости сколько числом дворов и душ… от 21 октября 1805 года, в деревне Тархан в 9 дворах проживало 66 крымских татар и 46 цыган. На военно-топографической карте генерал-майора Мухина 1817 года деревня Таркан обозначена с 10 дворами. После реформы волостного деления 1829 года Тархан, согласно «Ведомости о казённых волостях Таврической губернии 1829 года», отнесли к Башкирицкой волости (переименованной из Таганашминской). На карте 1836 года в деревне 12 дворов. Затем, видимо, в результате эмиграции крымских татар, деревня заметно опустела и на карте 1842 года Тархан обозначен условным знаком «малая деревня», то есть, менее 5 дворов.
В 1860-х годах, после земской реформы Александра II, деревню приписали к Владиславской волости. Согласно «Списку населённых мест Таврической губернии по сведениям 1864 года», составленному по результатам VIII ревизии 1864 года, Тархан — владельческая татарская деревня с 4 дворами, и 16 жителями при колодцах. По обследованиям профессора А. Н. Козловского начала 1860-х годов, в селении имелась «мелкая пресная вода» в колодцах глубиной 1 сажень (2 м). Согласно «Памятной книжке Таврической губернии за 1867 год», деревня Тархан была покинута жителями в 1860—1864 годах, в результате эмиграции крымских татар, особенно массовой после Крымской войны 1853—1856 годов, в Турцию и заселена немцами колонистами под тем же названием и именуется колониею. На трёхверстовой карте 1865—1876 года деревня Тархан обозначена с 22 дворами. В дальнейшем Тархан либо опустел, либо представлял собой незначительный хутор, не фиксировавшийся в документах до конца века.
После земской реформы 1890 года Тархан отнесли к Ак-Шеихской волости. По «…Памятной книжке Таврической губернии на 1900 год» на принадлежащем некоему Корнису хуторе Тархан числилось 28 жителей в 2 дворах. По Статистическому справочнику Таврической губернии. Ч.II-я. Статистический очерк, выпуск пятый Перекопский уезд, 1915 год, в экономии Тархан (Майера Ф. И.) Ак-Шеихской волости Перекопского уезда числилось 4 двора с немецким населением в количестве 20 человек приписных жителей и 61 — «посторонних», из которых 48 мужчин и 33 женщины. Жители владели 1600 десятинами удобной земли. В хозяйствах имелось 127 лошадей, 150 волов, 87 коров и 580 голов мелкого скота.
После установления в Крыму Советской власти, по постановлению Крымревкома от 8 января 1921 года была упразднена волостная система и село вошло в состав Джанкойского района Джанкойского уезда, а в 1922 году уезды получили название округов. 11 октября 1923 года, согласно постановлению ВЦИК, в административное деление Крымской АССР были внесены изменения, в результате которых округа были отменены, и село приписали к укрупнённому Джанкойскому району. Согласно Списку населённых пунктов Крымской АССР по Всесоюзной переписи 17 декабря 1926 года, в селе Тархан (бывший Тихоненко), Средне-Джанкойского сельсовета Джанкойского района, числилось 11 дворов, все крестьянские, население составляло 70 человек, из них 48 русских, 21 украинец и 1 болгарин. В 1928 году в селе была организована коммуна «Красная звезда», в 1933 году преобразованная в колхоз.
Постановлением Президиума КрымЦИКа «Об образовании новой административной территориальной сети Крымской АССР» от 26 января 1935 года был образован Колайский район (переименованный 14 декабря 1944 года в Азовский)и село включили в его состав. По данным всесоюзная перепись населения 1939 года в селе проживал 231 человек.
После освобождения Крыма от фашистов, согласно Постановлению ГКО № 5859 от 11 мая 1944 года, 18 мая крымские татары были депортированы в Среднюю Азию. 12 августа 1944 года было принято постановление № ГОКО-6372с «О переселении колхозников в районы Крыма» и в сентябре 1944 года в Азовский район Крыма приехали первые новоселы (162 семьи) из Житомирской области, а в начале 1950-х годов последовала вторая волна переселенцев из различных областей Украины. С 25 июня 1946 года Тархан в составе Крымской области РСФСР. Указом Президиума Верховного Совета РСФСР от 18 мая 1948 года, Тархан переименовали в Дворовое. 26 апреля 1954 года Крымская область была передана из состава РСФСР в состав УССР. Время включения в Ковровский сельсовет пока не установлено: на 15 июня 1960 года село уже в его составе. Указом Президиума Верховного Совета УССР «Об укрупнении сельских районов Крымской области», от 30 декабря 1962 года Азовский район был упразднён и село вновь присоединили к Джанкойскому. 1 января 1965 года, указом Президиума ВС УССР «О внесении изменений в административное районирование УССР — по Крымской области», включили в состав Нижнегорского. В 1974 году из Ковровского сельсовета был выделен Пшеничненский, к которому отнесли Дворовое. По данным переписи 1989 года в селе проживало 29 человек. С 12 февраля 1991 года село в восстановленной Крымской АССР, 26 февраля 1992 года переименованной в Автономную Республику Крым. С 21 марта 2014 года в составе Крыма аннексировано Россией.